# Medicine (oděvní značka)
Medicine je oděvní značka vlastněná společností BRANDBQ. Založili ji v roce 2013 Krzysztof a Arkadiusz Bajołek.[zdroj?]
Značka působí na polském, slovenském a českém trhu, kde nabízí oblečení, doplňky i produkty pro domácnost. Na Slovensku působí Medicine od roku 2022, v České republice od roku 2023.[zdroj?]

## Historie

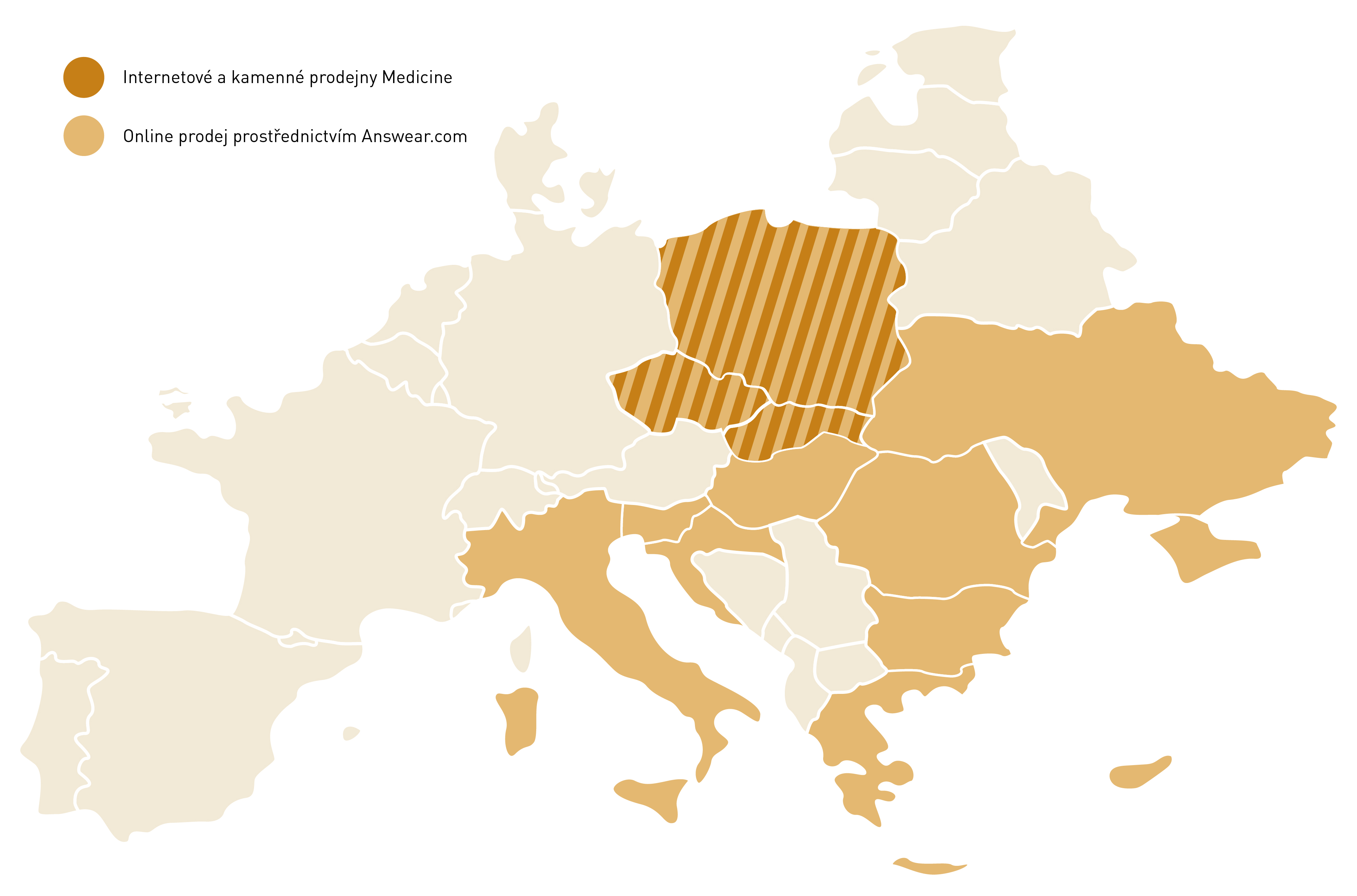
Země, ve kterých působí společnost Medicine

Od roku 2023 pořádá Medicine na Slovensku charitativní projekt Stylový miláček, od roku 2024 také v České republice. Část výtěžku ze zimní kolekce pro domácí mazlíčky jde na dobročinné účely.
V roce 2019 debutovala kolekce Eviva L’arte, inspirovaná klasickými díly umění. Objevily se v ní odkazy na tvorbu Alfonse Muchy, Egona Schieleho, Gustava Klimta, Vincenta van Gogha, Moneta, Degase, Gauguina, Botticelliho, Dürera, Bruegela i Bosche.

## Ocenění

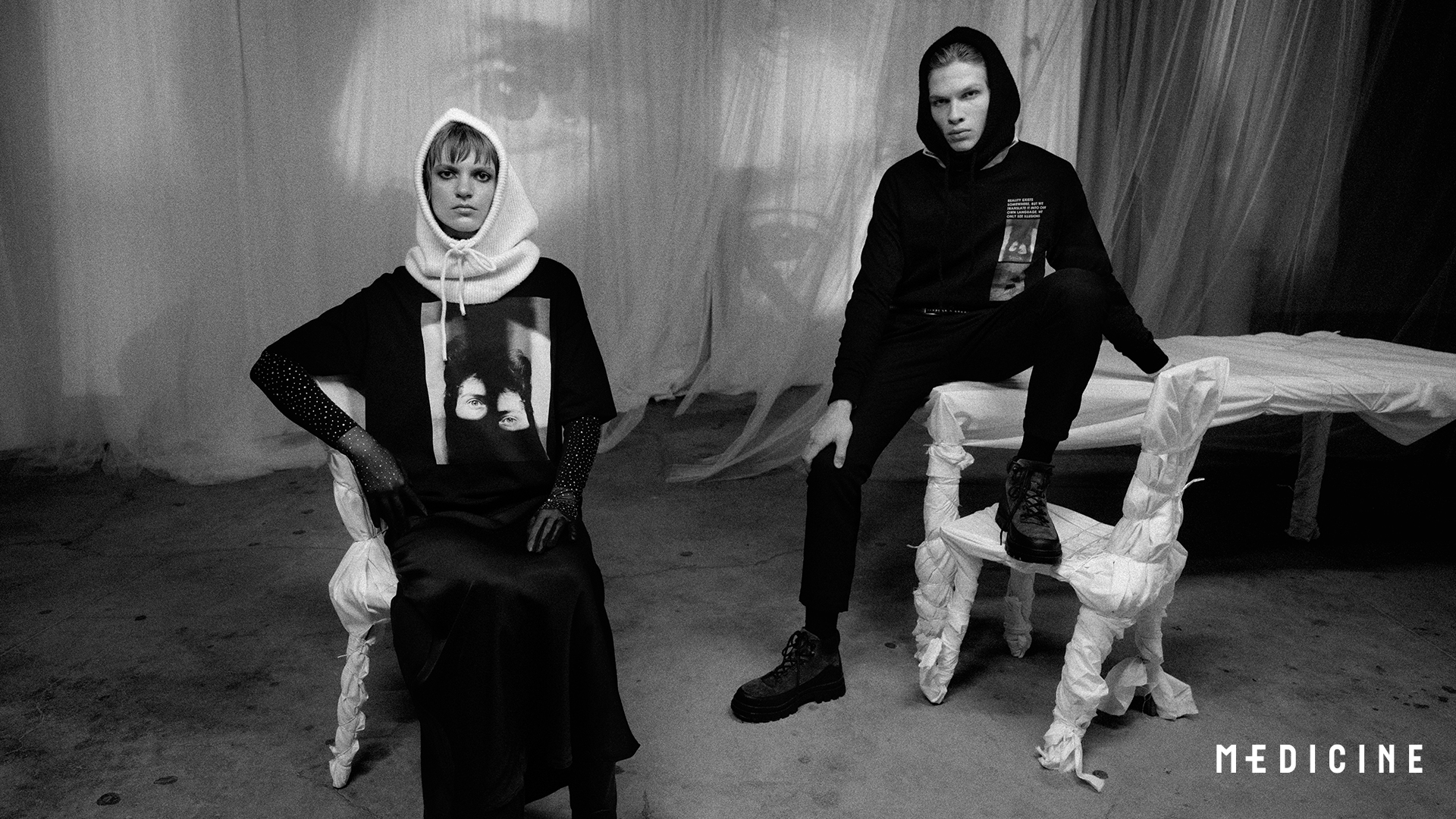
Art Series – kolekce Zdzisława Beksińského x Medicine

Medicine získala v roce 2023 nominace v soutěži CEE Retail Awards v kategoriích:
- Retailer of the Year [4]
- Innovation in Ecommerce[zdroj?]

## Speciální projekty

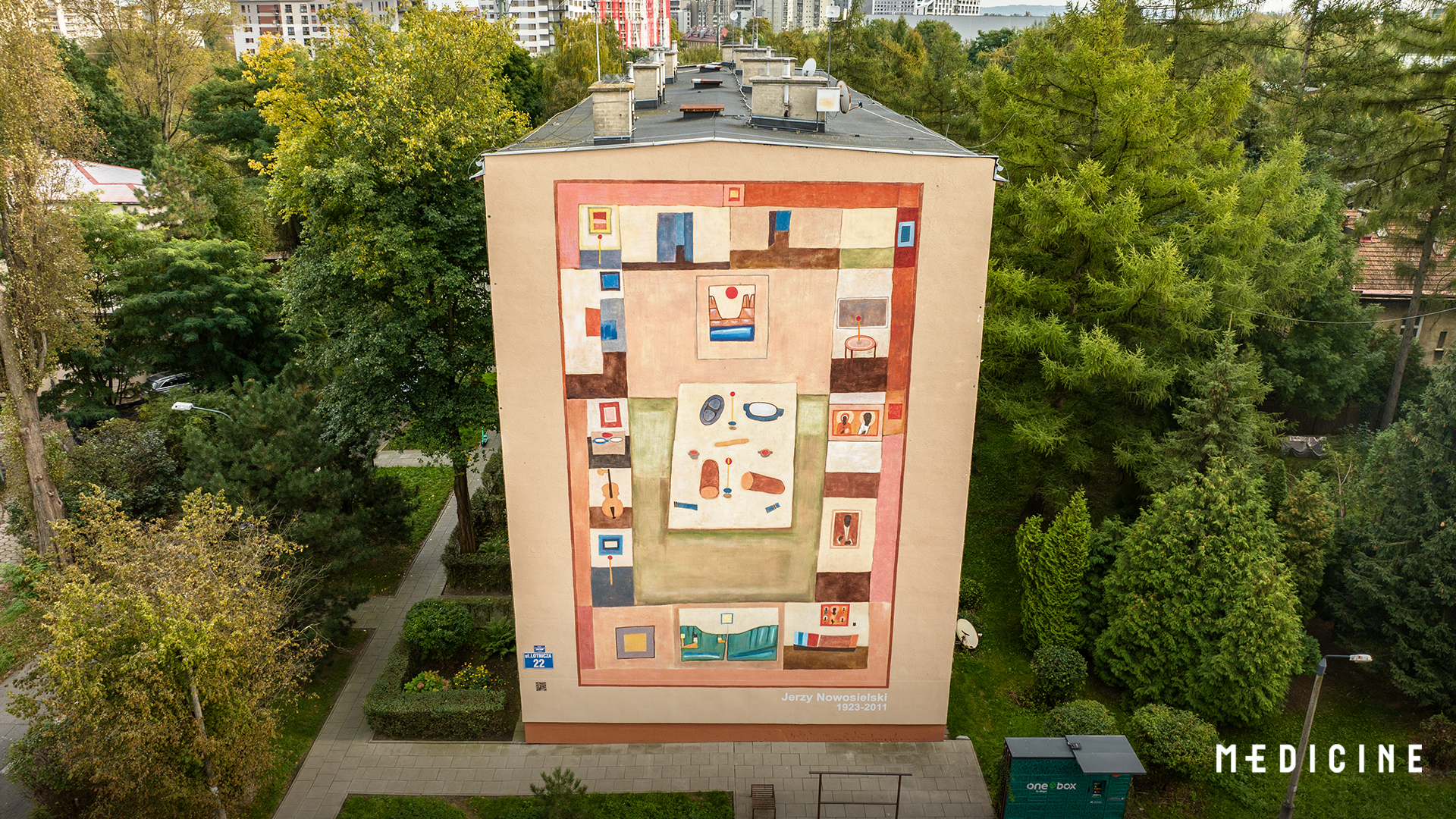
Mural project - malba Jerzyho Nowosielského na stěnách obytného domu na krakovském sídlišti

Medicine se pravidelně zapojuje do uměleckých a kulturních projektů, např. festivalů Pohoda nebo Biela noc. Provozuje také vlastní iniciativu Mural Project, v rámci níž vzniklo několik uměleckých maleb na fasádách budov v Polsku. Projekt spojuje módu se street artem.
Mural Project – výběr realizovaných děl
- „Wild City“ – Krakov[6]
- „Carmen. Láska je vzdorovitý pták“ – Mikołaj Rejs, Krakov[7]
- „Black Pearl“ – Natalia Rak, Krakov[8]
- Nástěnná malba s obrazem Jerzyho Nowosielského, Krakov[9]
- Nástěnná malba věnovaná Wisławě Szymborské, Krakov[10]
- „Pohyb a voda” – Gdaňsk[11]
- Nástěnná malba inspirovaná básní Czesława Miłosze „Utíkají“ – Krakov[12]
- Murály ve Vědeckém centru Cogiteon v Krakově[13]